# Syndroom van Marfan
Het syndroom van Marfan,  marfansyndroom  of dystrophia mesodermalis congenita is een aangeboren en erfelijke (autosomaal dominante) afwijking van het bindweefsel die wordt veroorzaakt door een verstoring in bouw of functie van fibrillines. Bindweefsel komt op veel plaatsen in het lichaam voor, en de belangrijkste marfanverschijnselen zijn te zien aan hart, bloedvaten, ogen en skelet. Het woord syndroom geeft aan dat het gaat om een verzameling van afwijkingen die samen en juist in deze combinatie voorkomen. Alle verschijnselen samen zijn te verklaren vanuit één oorzaak. Op 25 juli 1991 werd ontdekt dat het syndroom veroorzaakt wordt door een mutatie in het fibrilline-1-gen.
Het syndroom is genoemd naar de Franse kinderarts Antoine Marfan (1858-1942) die aan het eind van de 19e eeuw als eerste een patiëntje beschreef dat aan deze aandoening zou hebben geleden. Het syndroom komt overal ter wereld voor. Eén op de 10 000 mensen heeft deze aandoening. Het komt even vaak voor bij mannen als bij vrouwen. In Nederland zijn ongeveer 1500 mensen van wie is aangetoond dat zij deze aandoening hebben. Een bekende patiënt is Richard Krajicek.

## Kenmerken

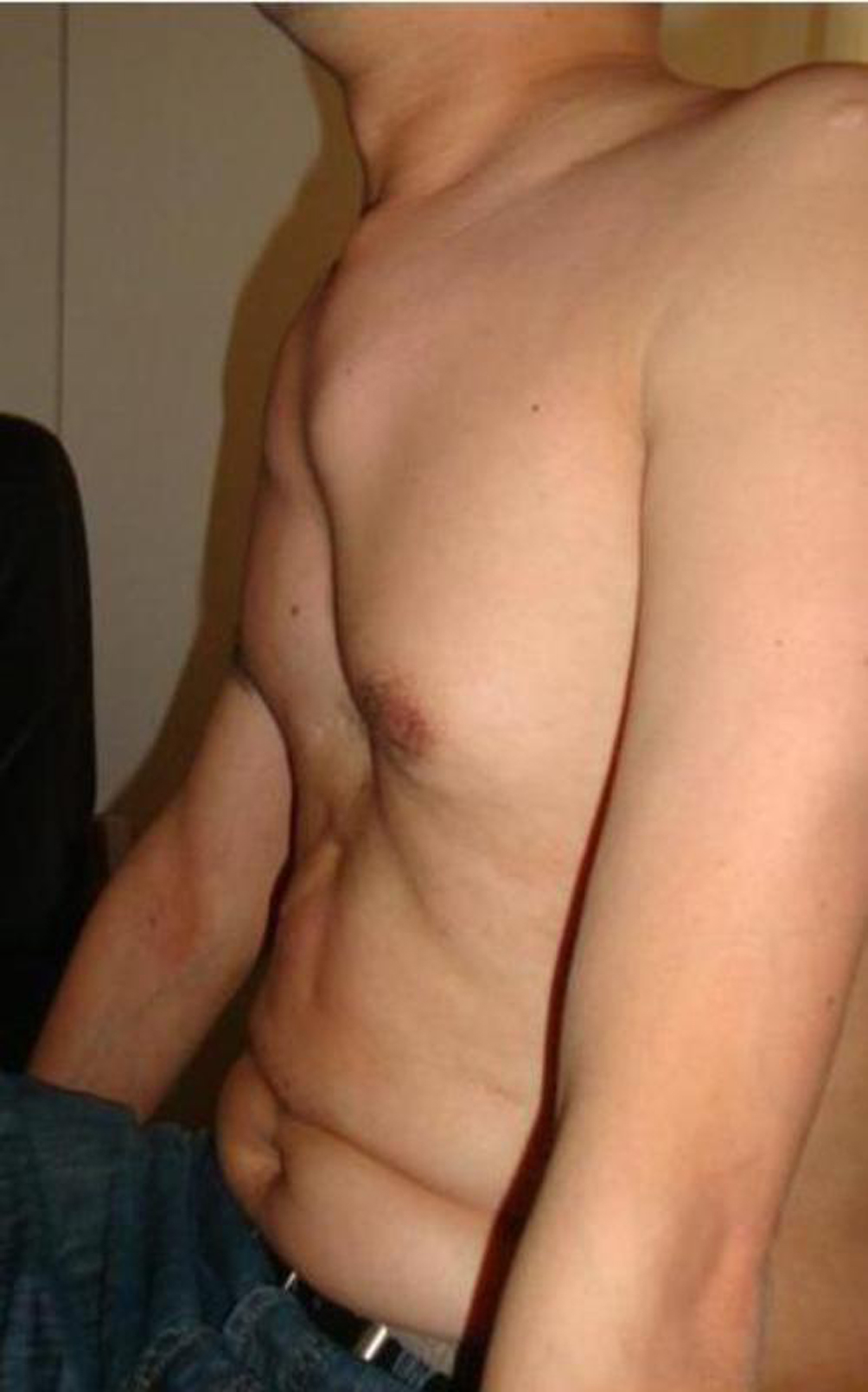
Misvorming van de voorste borstwand, pectus bij een persoon met het syndroom van Marfan

Teken van Steinberg: bovenste negatief, onderste positief, duidend op het syndroom van Marfan

De specifieke symptomen die optreden bij het syndroom van Marfan variëren van persoon tot persoon, ook binnen één familie. Dit wordt ook wel variabele expressie genoemd. De symptomen kunnen soms zo mild zijn dat de aandoening niet (tijdig) wordt opgemerkt. In andere gevallen kunnen er ernstige complicaties optreden tijdens de vroege kinderjaren.  Dit wordt ook wel neonatale MFS genoemd. In de meeste gevallen worden de symptomen erger bij het ouder worden.
Patiënten met het syndroom van Marfan vertonen specifieke uiterlijke kenmerken, zoals een magere lichaamsbouw met disproportioneel lange armen en/of benen als gevolg van overgroei in de lange beenderen. Ook zijn de vingers vaak lang en slank ten opzichte van de handpalm (arachnodactylie). Aangedane personen zijn vaak lang en dun, vooral in verhouding met hun niet-aangedane familieleden, maar de lichaamslengte kan gemiddeld zijn ten opzichte van populatie, en niet iedereen met het syndroom van Marfan is lang. Er is vaak sprake van hypotonie en een gebrek aan onderhuids vetweefsel en een neiging tot striemen (striae) op de schouders, de onderrug en de buitenste dijen die niet in verband staan met gewichtstoename of een (reeds doorgemaakte) zwangerschap.
Er kan zich een breed scala aan skeletafwijkingen voordoen, waaronder een pectus excavatum of pectus carinatum, abnormale beweeglijkheid van de gewrichten (hypermobiliteit), scoliose of kyfose en permanent gebogen vingers. Zeldzamere afwijkingen die zich kunnen voordoen zijn protrusio acetabuli, soms met tekenen van erosie en durale ectasie. Er is ook een verhoogde kans op genitale prolaps en hernia's. De symptomen aan het skelet kunnen pijnklachten geven. Ook kan er sprake zijn van dysmorfe kenmerken in het gezicht, zoals een abnormaal langwerpig schedel, hoog gehemelteboog met crowding van de tanden, onderontwikkelde jukbeenderen (malar hypoplasie), een abnormaal smalle kaak (micrognathie) en enophthalmos.
De inwendige gevolgen van het syndroom van Marfan hebben betrekking op de ogen, het hart en de longen. Er kan sprake zijn van een langzame verwijding van de grote lichaamsslagader(s) (aneurysma), die met name optreedt in de aorta en/of een afwijking aan de hartkleppen. Er is vaak sprake van myopie en een verhoogde kans op complicaties zoals een netvliesloslating en glaucoom. Patiënten met het syndroom van Marfan kunnen longproblemen krijgen, waaronder een spontane klaplong. Er is vaak een verhoogde gevoeligheid voor longontstekingen en COPD/emfyseem.
De diagnose wordt meestal gesteld op basis van de klinische presentatie. Zonder familiegeschiedenis van het syndroom moet er sprake zijn van een aorta-aneurysma in combinatie met skelet- en oogafwijkingen die horen bij het syndroom van Marfan (Ghent-criteria). Een genetisch onderzoek kan het syndroom niet altijd bevestigen of uitsluiten. Soms kan het niet worden aangetoond, en de aanwezigheid van een mutatie op het FBN1-gen hoeft niet altijd te leiden tot het syndroom van Marfan. De aandoening is vooral in het begin moeilijk te onderscheiden van het MASS-fenotype, een soortgelijke bindweefselziekte met een soortgelijke genetische etiologie.

## Differentiële diagnose
Er zijn aandoeningen die soortgelijke symptomen  kunnen geven en dus meegenomen moeten worden in een differentiële diagnose:
- syndroom van Ehlers-Danlos
- familiale ectopia lentis[7]
- syndroom van Loeys-Dietz
- MASS-fenotype

## Behandeling
- Sartanen (AT1-antagonisten) hebben momenteel[(sinds) wanneer?] de voorkeur, aangezien ze naast hun antihypertensieve werking ook inwerken op de TGF-β-cascade.[8]
- Tweede keuze: bètablokkers.
- Als de problemen voornamelijk bij de aorta spelen, is er een operatie mogelijk waarbij de aorta een soort corsetje krijgt. Dit staat bekend als PEARS-operatie: personalized external aortic root support.[5]

## Gerelateerde aandoeningen
- Syndroom van Loeys-Dietz
- Syndroom van Ehlers-Danlos[9]